# Adolf (II, hrabia Bergu)
Adolf (II) (ur. ok. 1035, zm. 1090) – hrabia Bergu od ok. 1082. 

## Życiorys
Był synem hrabiego Bergu Adolfa (I). Poślubił dziedziczkę hrabstwa Hövel Adelajdę, córkę hrabiego Henryka II. Jego synem i następcą był Adolf I (III), hrabia Bergu.